# Эмпюрани
Эмпюрани́ (фр. Empurany, окс. Empurani) — коммуна во Франции, находится в регионе Рона — Альпы. Департамент коммуны — Ардеш. Входит в состав кантона Ламастр. Округ коммуны — Турнон-сюр-Рон.
Код INSEE коммуны — 07085.

## Население
Население коммуны на 2008 год составляло 543 человека.
| 1962 | 1968 | 1975 | 1982 | 1990 | 1999 | 2008 |
| ---- | ---- | ---- | ---- | ---- | ---- | ---- |
| 685  | 770  | 696  | 631  | 546  | 492  | 543  |

## Экономика

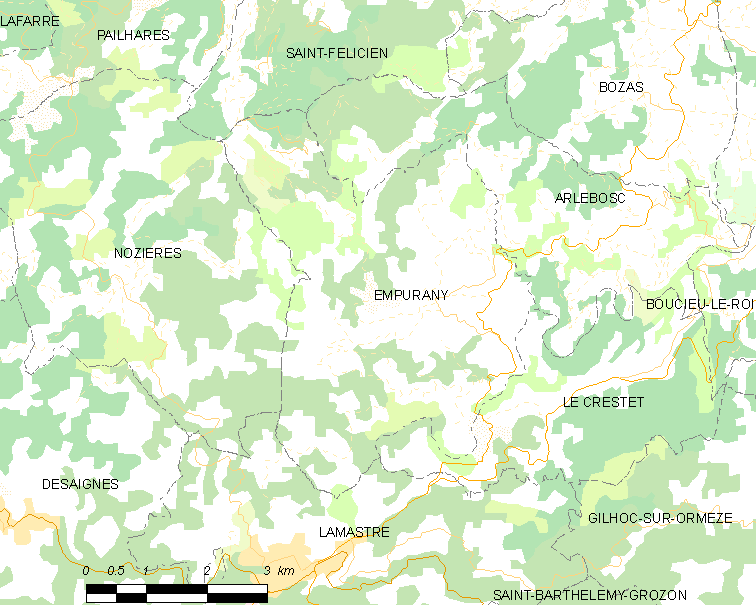
Карта коммуны

В 2007 году среди 321 человек в трудоспособном возрасте (15—64 лет) 213 были экономически активными, 108 — неактивными (показатель активности — 66,4 %, в 1999 году было 66,1 %). Из 213 активных работали 201 человек (113 мужчин и 88 женщин), безработных было 12 (7 мужчин и 5 женщин). Среди 108 неактивных 23 человека были учениками или студентами, 59 — пенсионерами, 26 были неактивными по другим причинам.